# Conferencias John Locke
Las Conferencias John Locke, de la Universidad de Oxford, se cuentan entre ciclos de conferencias de filosofía más prestigiosos del mundo. La lista de conferenciantes muestra que la mayoría de los más grandes filósofos del último medio siglo han sido Locke Lecturers. La serie comenzó en 1950, financiada con cargo al generoso legado de Henry Wilde.

## Conferenciantes
| Curso     | Conferenciante    | Publicadas como                                      |
| 1950–1951 | Oets Kolk Bouwsma |                                                      |
| 1954–1955 | Hao Wang          |                                                      |
| 1955–1956 | Arthur Prior      | Time and Modality (1957)                             |
| 1957–1958 | A. C. Jackson     |                                                      |
| 1959–1960 | Gregory Vlastos   |                                                      |
| 1961–1962 | Nelson Goodman    |                                                      |
| 1963–1964 | Jaakko Hintikka   |                                                      |
| 1965–1966 | Wilfrid Sellars   | Science and Metaphysics                              |
| 1967–1968 | Paul Lorenzen     |                                                      |
| 1968–1969 | Noam Chomsky      |                                                      |
| 1969–1970 | Donald Davidson   | On the Very Idea of a Conceptual Scheme              |
| 1971–1972 | Sydney Shoemaker  |                                                      |
| 1973–1974 | Saul Kripke       | Reference and existence                              |
| 1974–1975 | Richard Brandt    |                                                      |
| 1975–1976 | Hilary Putnam     |                                                      |
| 1976–1977 | no hubo           | no hubo                                              |
| 1977–1978 | no hubo           | no hubo                                              |
| 1978–1979 | Paul Grice        | Aspects of Reason                                    |
| 1979–1980 | David Kaplan      |                                                      |
| 1980–1981 | no hubo           | no hubo                                              |
| 1981–1982 | no hubo           | no hubo                                              |
| 1982–1983 | Daniel Dennett    | Elbow Room: The Varieties of Free Will Worth Wanting |
| 1983–1984 | David Lewis       |                                                      |
| 1984–1985 | no hubo           | no hubo                                              |
| 1985–1986 | no hubo           | no hubo                                              |
| 1986–1987 | Barry Stroud      | The Quest for Reality (2000)                         |
| 1987–1988 | no hubo           | no hubo                                              |
| 1988–1989 | no hubo           | no hubo                                              |
| 1989–1990 | Thomas Nagel      | Equality and Partiality                              |
| 1990–1991 | John McDowell     | Mind and World                                       |

| Curso     | Conferenciante      | Publicadas como                                                             |
| 1991–1992 | Jonathan Bennett    |                                                                             |
| 1992–1993 | Tyler Burge         |                                                                             |
| 1993–1994 | no hubo             | no hubo                                                                     |
| 1994–1995 | Frank Jackson       | From Metaphysics to Ethics                                                  |
| 1995–1996 | no hubo             | no hubo                                                                     |
| 1996–1997 | Jerry Fodor         | Concepts:Where Cognitive Science Went Wrong                                 |
| 1996–1997 | Robert Nozick       | Invariances (2001)                                                          |
| 1997–1998 | Lawrence Sklar      |                                                                             |
| 1998–1999 | no hubo             | no hubo                                                                     |
| 1999–2000 | no hubo             | no hubo                                                                     |
| 2000–2001 | Bas van Fraassen    |                                                                             |
| 2001–2002 | Christine Korsgaard | Self-Constitution: Agency, Identity, Integrity (2009)                       |
| 2002–2003 | Kit Fine            | Semantic Relationism (2007)                                                 |
| 2003–2004 | Jonathan Barnes     | Truth, etc. (2007)                                                          |
| 2004–2005 | Ernest Sosa         | A Virtue Epistemology: Apt Belief and Reflective Knowledge, Volume 1 (2007) |
| 2005–2006 | Robert Brandom      | Between Saying and Doing (2008)                                             |
| 2006–2007 | Robert Stalnaker    | Our Knowledge of the Internal World (2008)                                  |
| 2007–2008 | Hartry Field        |                                                                             |
| 2008–2009 | Thomas M. Scanlon   | Being Realistic about Reasons (2013)                                        |
| 2009–2010 | David Chalmers      | Constructing the World (2012)                                               |
| 2010–2011 | John Cooper         | Ancient Greek Philosophies as a Way of Life                                 |
| 2012      | Stephen Yablo       |                                                                             |
| 2013      | Ned Block           |                                                                             |
| 2014      | Martha Nussbaum     |                                                                             |